# Qaratala
Qaratala är en ort i Azerbajdzjan.   Den ligger i distriktet Qax Rayonu, i den nordvästra delen av landet, 270 km väster om huvudstaden Baku. Qaratala ligger 249 meter över havet och antalet invånare är 528.
Terrängen runt Qaratala är platt åt sydväst, men åt nordost är den kuperad. Närmaste större samhälle är Qax, 11,0 km norr om Qaratala.
Trakten runt Qaratala består till största delen av jordbruksmark. Runt Qaratala är det ganska glesbefolkat, med 38 invånare per kvadratkilometer.